# Droit des assurances
Le droit des assurances est la branche du droit qui régit les relations entre les assurés et les assureurs liés par un contrat d'assurance.
Ces relations passent notamment par l'étude du contrat d'assurance qui précise les garanties offertes par l'assureur.

## Droit par pays

### Canada

#### Provinces de common law
Dans les provinces canadiennes de common law, le droit des assurances repose sur les règles de common law et sur des lois statutaires telles que la Loi sur les assurances de l'Ontario,.

#### Québec
Au Québec, les règles du droit des assurances sont contenues dans le Code civil du Québec, plus particulièrement dans le chapitre quinzième du livre des obligations (articles 2389 à 2628 du Code civil). L'article 2389 C.c.Q. définit le contrat d'assurance comme étant « celui par lequel l’assureur, moyennant une prime ou cotisation, s’oblige à verser au preneur ou à un tiers une prestation dans le cas où un risque couvert par l’assurance se réalise »,.

### France
Le code des assurances français ne définit pas le contrat d'assurance. Un contrat d’assurance est une convention par laquelle une partie (le souscripteur) se fait promettre pour son compte ou celui d’un tiers par une autre partie (l’assureur) une prestation généralement pécuniaire en cas de réalisation d’un risque, moyennant le paiement d’une prime ou cotisation ». Il est régi par les principes généraux du Code civil et par la réglementation particulière prévue par le Code des assurances (ou par le Code de la mutualité s'il a été conclu par une mutuelle).